# P-15 Termit
Pour les articles homonymes, voir Styx (homonymie).

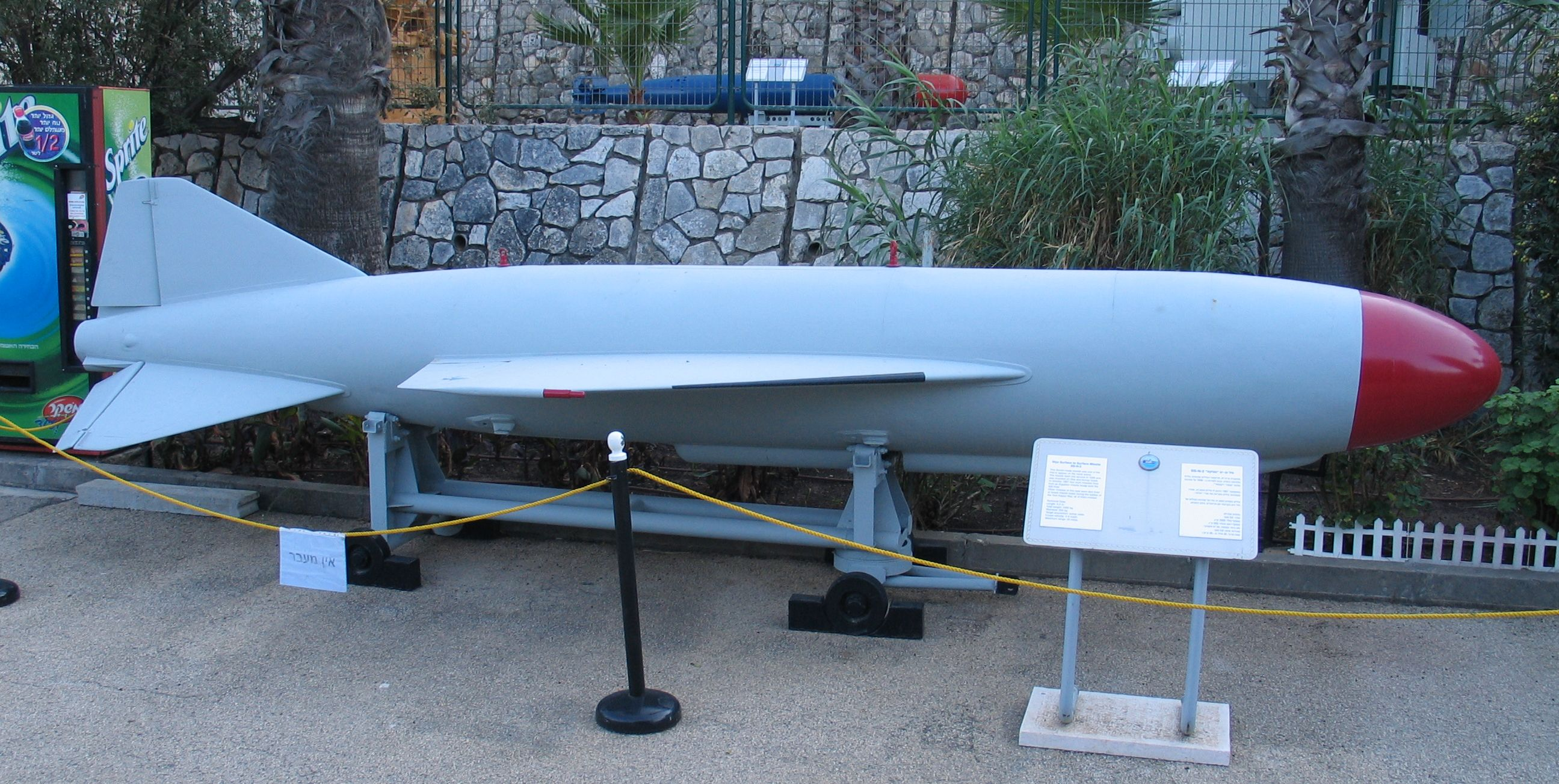
Exposé au Clandestine Immigration and Naval Museum, Haïfa, Israël.

Le P-15 Termit (en russe : П-15 "Термит"; anglais: termites) est un missile antinavire soviétique développé par le bureau de Raduga dans les années 1950. Sa désignation a été au sein de l’URSS GRAU 4K40, sa désignation OTAN est Styx ou SS-N-2. 

## Description
Malgré sa taille imposante, des milliers de P-15 ont été construits et installés sur beaucoup de patrouilleurs, corvettes, mais aussi installés en batteries de défense côtières et même sur des bombardiers.
La Chine a acquis la licence de production en 1958 et a créé au moins quatre versions : les versions CSS-N-1 Scrubbrush et CSS-N-2  ont été développées pour être embarquées à bord de navires, tandis que les CSS-C-2 Silkworm et CSS-C-3 Seersucker sont utilisés pour la défense côtière.

## Au combat
Le Styx fut utilisé pour la première fois le 21 octobre 1967 par l’Égypte pendant la guerre d’usure, c'est le premier usage au combat du missile antinavire. Deux patrouilleurs de classe Komar naviguant à l’intérieur du port firent feu sur le destroyer israélien Eilat avec leurs quatre missiles, les deux premiers coupant le navire en deux, un autre explosant quelques minutes plus tard près de l’épave. L’Eilat mit presque deux heures à couler et il y eut 47 marins tués. Cette perte fut à l’origine du développement du missile Gabriel israélien.
En 1971, lors de la Troisième guerre indo-pakistanaise, la Marine indienne tire quatre Styx sur le PNS Muhafiz (en) (dragueur de mines) et le PNS Khyber (en) (destroyer), qui sont coulés tous les deux.
À la suite de la réunification de l’Allemagne, l'US Navy a reçu en novembre 1991 une corvette d'origine est-allemande de la classe Tarentul, renommée Hiddensee, et 170 SS-N-2C.